# Jim Geelen
James „Jim“ F. Geelen (* 1970) ist ein kanadischer Mathematiker, der sich mit Graphentheorie und Theorie der Matroide befasst.
Geelen studierte an der Curtin University mit dem Bachelor-Abschluss 1992 und wurde 1996 bei William H. Cunningham an der University of Waterloo promoviert (Matchings, Matroids and Unimodular Matrices). Er hat einen Canada Research Chair in kombinatorischer Optimierung an der University of Waterloo, an der er seit 1997 ist.
Er befasst sich seit 1999 mit Bert Gerards und Geoff Whittle mit der Erweiterung des Graph-Minoren-Problem (von Neil Robertson, Paul Seymour) auf darstellbare Matroide. 2003 erhielt er dafür mit A. M. H. Gerards und Ajai Kapoor den Fulkerson-Preis. 2006 erhielt er den Coxeter-James-Preis. Er konnte unter anderem mit Gerards und Whittle eine  Vermutung von Gian-Carlo Rota beweisen zur Charakterisierung derjenigen Matroide, die über einem vorgegebenen endlichen Körper realisiert werden können.

## Schriften (Auswahl)
Außer den in den Fußnoten erwähnten Arbeiten:
- mit G. Whittle: Inequivalent representations of matroids over prime fields, Adv. in Applied Math., Band 51, 2013, S. 1–175
- mit B. Gerards, G. Whittle: On inequivalent representations of matroids over nonprime fields, J. Comb. Theory B, Band 100, 2010, S. 740–743
- mit Gerards, Whittle: Excluding a planar graph from GF(q)-representable matroids, J. Comb. Theory B, Band 97, 2007, S. 971–998